# Il Mattino

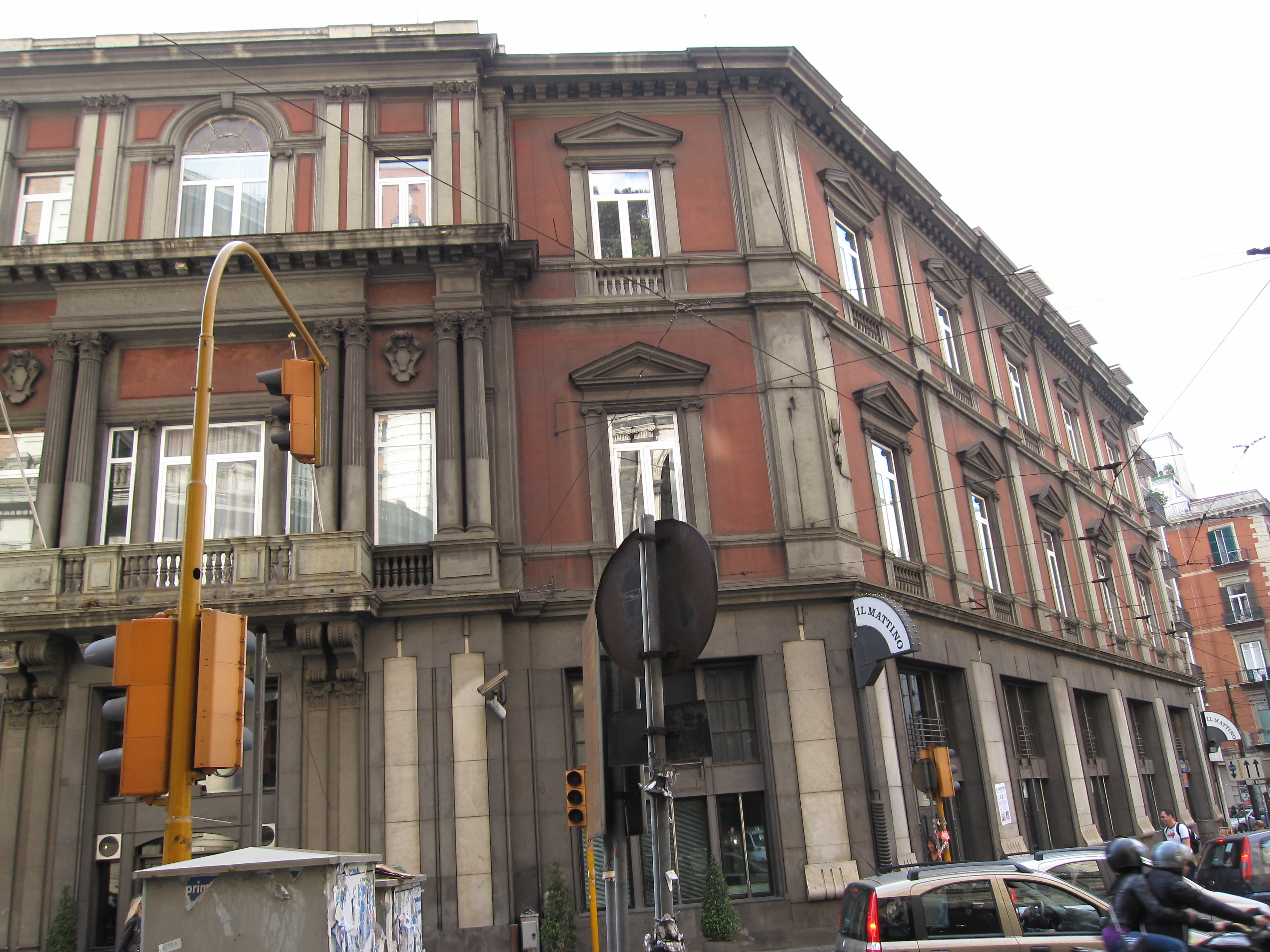
Sitz der Redaktion in Via Chiatamone 65

Il Mattino ist eine italienische Tageszeitung mit Sitz in Neapel, gegründet im März 1892 von Edoardo Scarfoglio und Matilde Serao. Über die Jahre hinweg konnte die Zeitung ihre Position als auflagenstärkste in der Region Kampanien halten.

## Reichweite, Sitz
Laut Audipress (2011) beträgt die Reichweite der Zeitung 975.000 Leser. Damit ist Il Mattino die meistgelesene Tageszeitung Süditaliens und liegt auf nationaler Ebene an sechster Stelle – nach Corriere della Sera, la Repubblica, La Stampa, Il Messaggero und Il Sole 24 Ore.
Der Sitz des Printmediums befindet sich seit 1. Mai 1962 in der Via Chiatamone 65, gegenüber dem westlichen Eingang zur Galleria della Vittoria. Der frühere Sitz von Il Mattino befand sich – hinter der Galleria Umberto I – in Vico rotto San Carlo, heute genannt Piazzetta Matilde Serao zu Ehren der Gründerin der Zeitung.
Chefredakteur ist seit Dezember 2012 Alessandro Barbano, der auch eine Reihe von Buchpublikationen über die Profession des Journalisten veröffentlicht hat und über einen Lehrauftrag an die Universität La Sapienza gebunden ist. Seine Vorgänger waren die in Italien sehr bekannten Journalisten Paolo Gambescia, Mario Orfeo (2002–2009) und Virman Cusenza (2009–2012).

## Geschichte

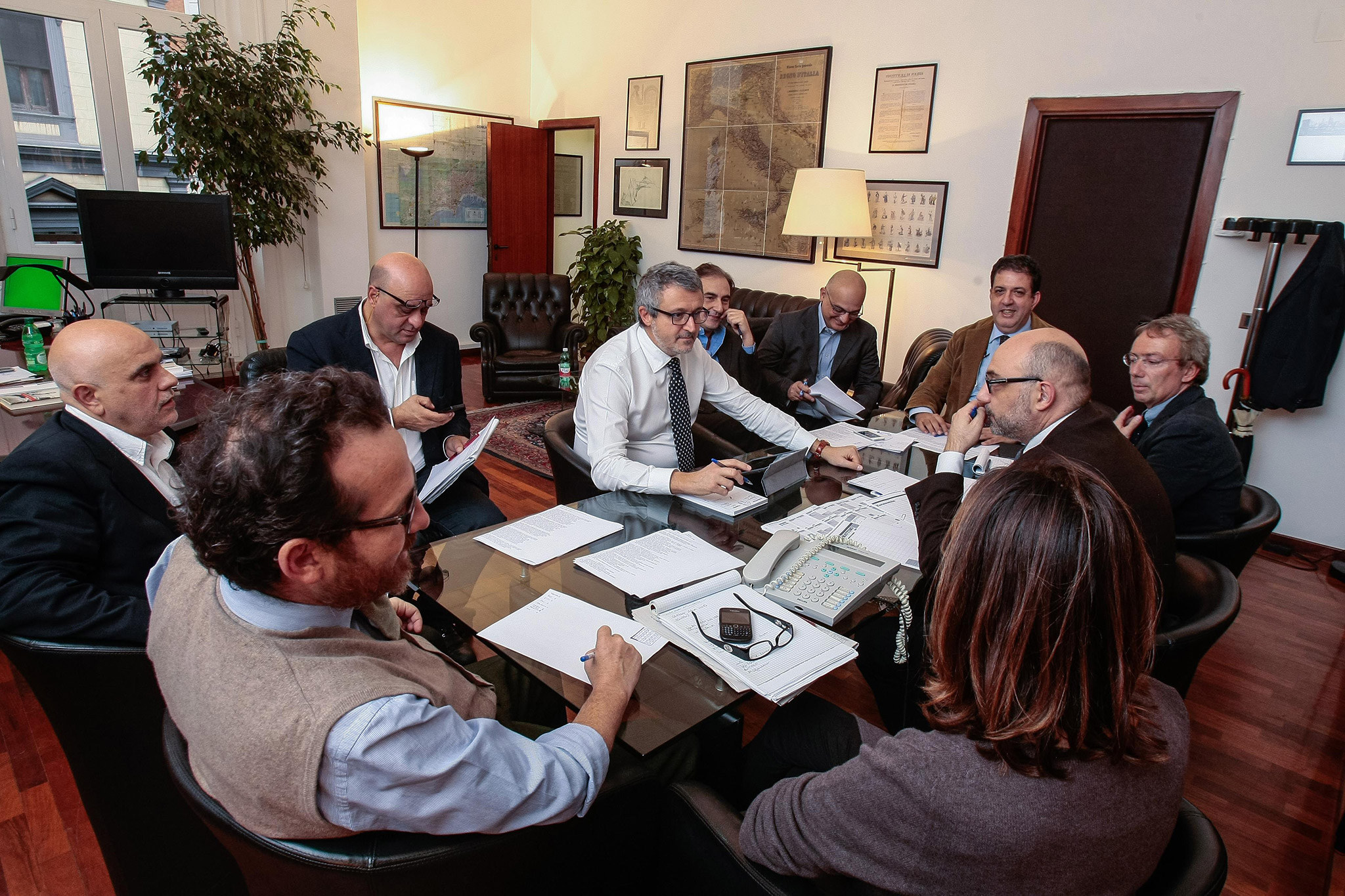
Redaktionssitzung

Il Mattino erlebte goldene Zeiten in den 1980er Jahren, als der Fußballverein SSC Neapel, angeführt von Diego Maradona zweimal – 1987 und 1990 – die Italienische Meisterschaft gewann. In diesen Jahren schnellte die Auflage auf 180.000 Stück und vergrößerte sich die Reichweite entsprechend.
Heute schwankt die verkaufte Auflage zwischen 70.000 und 80.000 Exemplaren, auch weil in den vergangenen Jahrzehnten einige weitere Tageszeitungen sich mit profunder Berichterstattung über Neapel und die Region etablieren konnten, darunter Cronache di Napoli, Il Denaro, Napolipiù und Metropolis allein in der Provinz Neapel, sowie darüber hinaus der Corriere della Sera und die süditalienische Ausgabe von la Repubblica.
Seit 2004 vergibt Il Mattino den Journalistenpreis Premio Giancarlo Siani, benannt nach dem couragierten Reporter Giancarlo Siani (1959–1985), der wegen seiner in der Tageszeitung erschienenen Artikel von der Camorra ermordet wurde. Er wurde mit zehn Kopfschüssen aus zwei Berettas 7,65 mm auf offener Straße vor seiner Wohnung geradezu hingerichtet.

## Besitzverhältnisse seit Kriegsende
- In der Nachkriegszeit besaß die Banco di Napoli die meisten Zeitschriftentitel Neapels, darunter auch Il Mattino
- 1976: Rizzoli Editore, heute RCS MediaGroup, kauft die Tageszeitung
- 1985: Die neuen Eigentümer des Verlagshauses Rizzoli entschließen sich zum Verkauf, 51 % gehen an den Industriellen Stefano Romanazzi aus Bari
- 1996: Francesco Gaetano Caltagirone kauft über seine Firma Caltagirone Editore die Tageszeitung zu einem Preis von rund 90 Milliarden Lire